# Introduction, thème et variations d'après Edoardo e Cristina
Introduction, thème et variations d'après Edoardo e Cristina, opéra de Gioacchino Rossini, est une œuvre pour clarinette et quatuor à cordes de Girolamo Salieri composée en 1831.
La pièce comprend un adagio con variazioni précédé d'une introduction lente. La pièce est continuée de variations complexes. Le quatuor à cordes réalise un accompagnement orchestral sophistiqué jouant tout en nuance.
« Après le splendide et cantabile Adagio introductif, sur la cabaletta Come rinascere vi sento in core (acte II), six variations virtuoses sont développées, dont la troisième est élaborée sur des sauts d'octave alternant avec des pas d'agilité et la quatrième dans un mode mineur. La composition se termine par un Più mosso final contenant deux cadences pour la clarinette solo. »
On dispose de peu d'informations sur les œuvres de Girolamo Salieri, néanmoins certaines sources indiquent que cette pièce est composée pour cor de basset.
La pièce a été publiée aux éditions Ricordi en 1831.

## Discographie sélective
- La clarinette à l'opéra, Verdi, Bellini, Puccini, Rossini avec Alessandro Carbonare (clarinette), Andrea Dindo (piano), Harmonia Mundi HMA1951722, 2001,2013 (OCLC 1042087577).